# Düben
Slægten Düben (Tysk udtale: [ˈdyːbm̩]) er en svensk adelsslægt, der nedstammer fra Andreas Düben. Personer med dette efternavn har tidligere været bosat i flere lande, herunder Danmark, Frankrig, Mexico, Sverige og USA.
Slægten er primært kendt for sit bidrag til musikhistorien gennem den såkaldte Dübensamling, som opbevares på Uppsala universitet.
År 2014 var 56 personer med efternavnet von Düben bosiddende i Mexico.
År 2025 var 4 personer med efternavnet von Düben bosiddende i Sverige.
Under renoveringen af Botkyrka Kirke i 2024–2025 blev en hidtil ukendt gravkælder opdaget, som indeholdt resterne af Ulrika von Düben (1749–1777), Fredrica Magdalena von Düben (1743–1765) og Joachim von Düben (1708–1786) samt muligvis andre medlemmer af familien.

## Personer med efternavnetvon Düben
- Bror von Düben (1861–1944), dansk arkitekt
- Gustaf von Düben (1822–1892), læge
- Lotten von Düben (1828–1915), fotograf